# Ottawa Trans Library

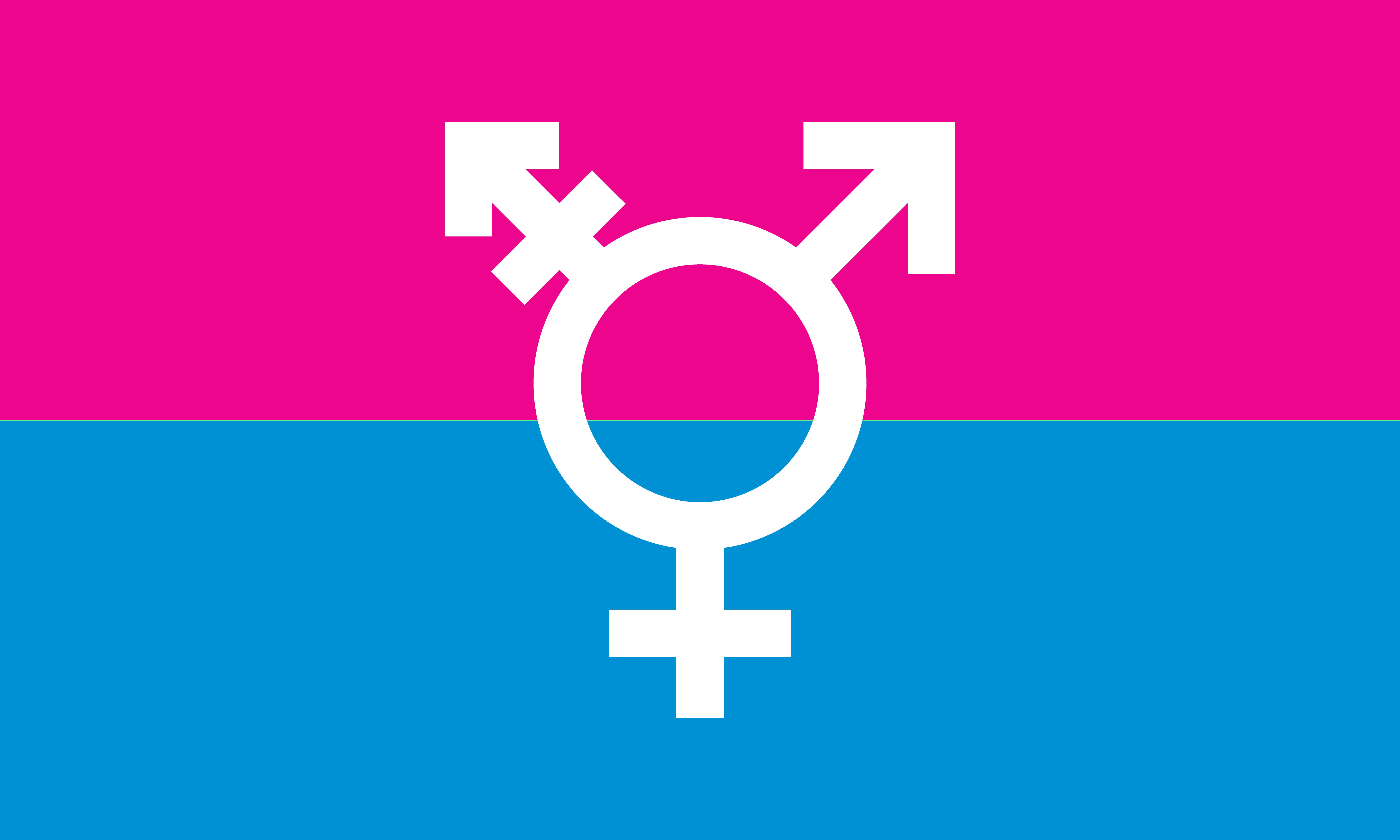
"Trans Flag" da designer gráfica de Ottawa, Michelle Lindsay, estreou no Dia da Memória Transgênero de Ottawa de 2010.

A Ottawa Trans Library, fundada por Tara Sypniewski no bairro de Hintonburg, foi inaugurada em 29 de maio de 2022, refletindo o profundo envolvimento de Sypniewski na comunidade transgénero de Ottawa desde a década de 1980. Funcionando como uma biblioteca sem fins lucrativos e centro comunitário, o espaço serve como um centro de recursos vital.

## Primeiras inspirações e antecedentes
No final da década de 1970, Tara Sypniewski procurou compreender as experiências transgênero usando recursos limitados como "Travestis e Transexuais" de Deborah Heller Feinbloom da Ottawa Public Library. Sua jornada acadêmica na Carleton University a apresentou a diversas narrativas por meio de obras como os casos históricos do sexólogo britânico Henry Havelock Ellis. Motivada por essas experiências, Sypniewski fundou a Ottawa Trans Library, abordando a escassez de recursos durante sua exploração inicial da identidade transgênero.

## Características e filosofia da biblioteca
Estruturada em uma seção de empréstimo dedicada a livros com temática trans e uma biblioteca gratuita que abriga títulos não trans, a biblioteca prioriza a inclusão. Hospedando eventos como noites de jogos de tabuleiro e discussões sobre livros, ela enfatiza a importância dos livros, apesar da era digital. Doações, incluindo histórias em quadrinhos, fanzines locais e até títulos transfóbicos, contribuem para uma coleção em expansão, reforçando o compromisso com perspectivas diversas.

## Envolvimento da Comunidade
Além de suas iniciativas focadas em livros, a biblioteca opera como um empreendimento filantrópico. O financiamento garantido por Tara Sypniewski cobre dois anos de arrendamento e aquisições de livros. Eventos como noites de jogos de tabuleiro e discussões ressaltam o papel da biblioteca como um centro comunitário dinâmico. A iniciativa de Tara de destacar os pioneiros transgêneros locais por meio da página da web "Canadian Trans Activists" demonstra um compromisso em reconhecer contribuições.

## Serviços da biblioteca
Oferecendo um ambiente acolhedor, a biblioteca possui quatro áreas de estar separadas, uma estação de café e chá gratuita e WiFi gratuito. Os clientes são incentivados a utilizar o espaço além de pegar livros emprestados, promover conexões, encontrar amigos ou se envolver em conversas com o bibliotecário. A única regra, ser respeitoso com os outros, mantém uma atmosfera positiva.

## Evolução e Futuro
Desde sua criação, a Ottawa Trans Library tem experimentado um crescimento significativo, expandindo sua coleção de 190 títulos para aproximadamente 700 até fevereiro de 2024. Os planos para estabelecer uma biblioteca musical, apoiada por uma doação de 500 álbuns de músicos trans, ressaltam o escopo cada vez maior da biblioteca. Servindo como um centro de recursos e um centro comunitário, ela oferece acesso gratuito a uma gama diversificada de materiais e hospeda eventos inclusivos para várias faixas etárias e identidades. O compromisso da biblioteca em promover um ambiente acolhedor reflete seu impacto positivo na comunidade de Ottawa, preenchendo efetivamente uma lacuna nos espaços LGBTQ+ locais.

## Catálogo Online e Dinâmica de Coleções
Para melhorar a acessibilidade, a Ottawa Trans Library fornece um catálogo online. Os usuários podem pesquisar livros usando palavras-chave ou acessar recursos de pesquisa avançada para campos específicos como título, autor, tags, etc. A coleção dinâmica incorpora regularmente novos títulos, alinhando-se com o compromisso da biblioteca de oferecer recursos diversos e atualizados.